# Driazky-Gletscher
Der Driazky-Gletscher (russisch Ледник Дриацкого Lednik Driazkowo) ist ein Gletscher im ostantarktischen Mac-Robertson-Land. Er liegt nahe dem Kopfende des Lambert-Gletschers.
Russische Wissenschaftler benannten ihn nach W. M. Driazky, Ionosphärenphysiker während des Internationalen Geophysikalischen Jahres (1957–1958).